# Família Bender
Família Bender foi uma família de assassinos em série estadunidenses, sendo constituída por John Bender, sua esposa Marli Bender, seu filho John Bender Jr. e por sua filha Kate Bender.
Os Benders possuíam uma pequena pousada no Kansas, que funcionou de 1872 a 1873, onde os crimes eram realizados. Kate era a peça fundamental para os crimes, pois, por ser muito atraente, distraía os clientes.

## O método
A casa da família Bender tinha uma sala grande que estava dividida por uma cortina. Se um hóspede tinha ar de rico, davam-lhe um lugar de honra, de costas para a cortina. Kate distraia o hóspede, enquanto que John Bender e o seu filho apareciam por trás da cortina e atacavam o hóspede no crânio com um martelo. Depois, esfaqueavam-no na garganta para assegurar a sua morte. O corpo era levado para trás da cortina e atirado para a cave, através de um alçapão. Quando o corpo já se encontrava na cave, era despido e, mais tarde, enterrado na propriedade, normalmente no pomar.

## A queda dos Benders
Na Primavera de 1873, o Dr. William York, que estava de regresso de Fort Scott, no Oeste do Kansas, e a caminho da sua casa em Independence, no mesmo Estado, chegou à estalagem dos Benders, que já tinha visitado quando iniciou a sua viagem. York tinha falado da estalagem ao seu irmão, o Coronel Ed York, antes da viagem e nunca mais chegou a casa.
A 4 de Maio de 1873, pouco tempo depois do desaparecimento do Dr. York, o Coronel chegou á estalagem, explicou aos Benders que o seu irmão tinha desaparecido e perguntou-lhes se eles não o tinham visto. Eles sugeriram que, talvez ele se tivesse arranjado problemas com os Nativos. O Coronel concordou com essa possibilidade e os Benders serviram-lhe o jantar.
De acordo com uma história, depois de jantar, o Coronel York estava sentado na parte da frente da sala e reparou num medalhão de ouro que estava debaixo de uma das camas. Ele abriu-o e ficou surpreso ao ver imagens da mulher e filha do seu irmão. Ele foi-se embora e regressou na manhã seguinte acompanhado do Xerife e vários polícias, mas os Benders tinham fugido. Depois de uma procura na propriedade, foram encontrados 12 corpos enterrados entre as árvores. A primeira campa revelou o corpo do Dr. William York, que tinha sido enterrado de pernas para o ar, com os seus pés quase expostos.
A procura na casa resultou na recuperação de 3 martelos que tinham sido usados como armas dos crimes. Estes martelos foram oferecidos a um museu pela família de uma das vítimas em 1967. Os martelos estiveram em exposição no Bender Museum em Cherryvale, Kansas entre 1967 e 1978.
Não se sabe o que aconteceu aos Benders depois que fugiram. O Coronel York usou o seu estatuto militar para organizar uma busca extensa, mas não encontrou nada. Foram organizados vários grupos de Justiceiros para ajudarem na procura. Muitas histórias dizem que um grupo de Justiceiros chegou a encontrar a família e alvejaram-nos a todos, menos Kate, que queimaram viva.
A história da sua fuga espalhou-se e a procura continuou durante os próximos 50 anos. Grupos de duas mulheres viajantes eram frequentemente acusados de serem Kate Bender e a sua mãe. Duas mulheres de Detroit foram alegadamente extraditadas sob esta acusação, mas o caso nunca foi levado a tribunal.

## Vítimas, data do desaparecimento e bens retirados
- 1869 - Joe Sowers - não se provou ser uma das vítimas
- 1871 - Sr. Jones - corpo encontrado em Drum Creek
- 1872 - 2 homens desconhecidos - encontrados na pradaria - foram retirados entre 40 cêntimos e 2000 dólares
- 1872 - Henry McKenzie - corpo mutilado - 36 dólares e cavalos
- 1872 - Ben Brown - 2600 dólares
- 1872 - W.F. McCrotty - 38 dólares, carruagem e boa equipa de cavalos
- 1873 - George Loncher e menina - 1900 dólares
- 1873 - Johnny Boyle - encontrado no poço - 10 dólares, carruagem individual vermelha, sela de 850 dólares
- 1873 - Dr. William York - 2000 dólares
- ? - John Greary
- ? - Mulher desconhecida
- ? - Homem não identificado
- ? - Membros de várias vítimas

## Benders na ficção
No romance Cottonwood (2004), de Scott Phillips, Kate Bender é uma personagem secundária. A acção da segunda metade do livro decorre durante o julgamento de dois alegados sobreviventes da família Bender. Também são alvo de um romance gráfico de Ricky Geary, que faz parte da sua colecção Treasury of Victorian Murder, e do Western Candle of the Wicked de Manly Wade Wellman. Uma explicação sobrenatural para os crimes é dada por Anthony Boucher na sua pequena história They Bite. Há uma referência oblíqua no romance American Gods de Neil Gaiman. A banda de Deathcore, Heroes Under Glass, deu aparentemente o título a uma das suas músicas com base na família. Um episódio da série de TV, Sobrenatural, contém uma família assassina apelidada de Benders. Acredita-se que um casal de caipiras incestuosos presentes no jogo eletrônico Red Dead Redemption 2 sejam uma referência a família Bender. Há uma possível referência aos Benders em relação à família antagonista no jogo eletrônico Resident Evil 7 (Biohazard), nos quais vivem em uma casa isolada, e matam quem entrar em sua casa.